# Audun-le-Roman
Pour les articles homonymes, voir Audun et Roman.
Audun-le-Roman est une commune française située dans le département de Meurthe-et-Moselle en région Grand Est.

## Géographie
| Serrouville | Errouville     | Beuvillers Boulange |
|             | Audun-le-Roman | Fontoy (Moselle)    |
| Malavillers | Anderny        | Sancy               |

### Hydrographie
La commune est traversée par la ligne de partage des eaux entre les bassins versants du Rhin et de la Meuse au sein du bassin Rhin-Meuse. Elle n'est drainée par aucun cours d'eau,.

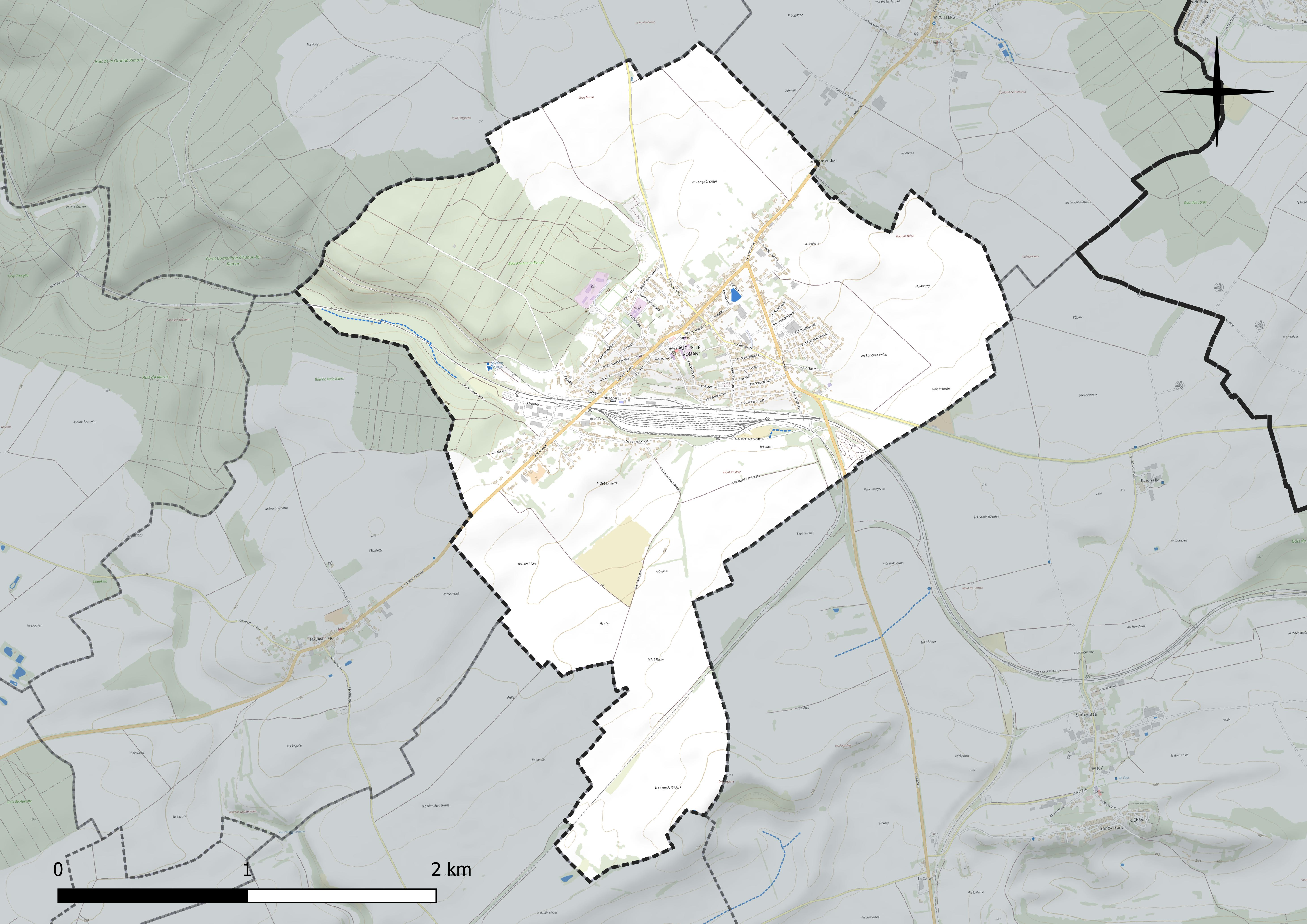
Réseau hydrographique d'Audun-le-Roman.

### Climat
Pour des articles plus généraux, voir Climat du Grand Est et Climat de Meurthe-et-Moselle.
En 2010, le climat de la commune est de type climat de montagne, selon une étude du Centre national de la recherche scientifique s'appuyant sur une série de données couvrant la période 1971-2000. En 2020, Météo-France publie une typologie des climats de la France métropolitaine dans laquelle la commune est exposée à un climat semi-continental et est dans la région climatique Lorraine, plateau de Langres, Morvan, caractérisée par un hiver rude (1,5 °C), des vents modérés et des brouillards fréquents en automne et hiver.
Pour la période 1971-2000, la température annuelle moyenne est de 9,1 °C, avec une amplitude thermique annuelle de 16,4 °C. Le cumul annuel moyen de précipitations est de 924 mm, avec 13,3 jours de précipitations en janvier et 9,4 jours en juillet. Pour la période 1991-2020, la température moyenne annuelle observée sur la station météorologique de Météo-France la plus proche, « Rouvres-en-woevre », sur la commune de Rouvres-en-Woëvre à 23 km à vol d'oiseau, est de 10,8 °C et le cumul annuel moyen de précipitations est de 668,3 mm. 
La température maximale relevée sur cette station est de 40,2 °C, atteinte le 24 juillet 2019 ; la température minimale est de −15,4 °C, atteinte le 7 février 2012,,.
Les paramètres climatiques de la commune ont été estimés pour le milieu du siècle (2041-2070) selon différents scénarios d'émission de gaz à effet de serre à partir des nouvelles projections climatiques de référence DRIAS-2020. Ils sont consultables sur un site dédié publié par Météo-France en novembre 2022.

## Urbanisme

### Typologie
Au 1er janvier 2024, Audun-le-Roman est catégorisée bourg rural, selon la nouvelle grille communale de densité à sept niveaux définie par l'Insee en 2022.
Elle appartient à l'unité urbaine d'Audun-le-Roman, une agglomération intra-départementale regroupant deux  communes, dont elle est ville-centre,,. Par ailleurs la commune fait partie de l'aire d'attraction de Luxembourg (partie française), dont elle est une commune de la couronne,. Cette aire, qui regroupe 115 communes, est catégorisée dans les aires de 700 000 habitants ou plus (hors Paris),.

### Occupation des sols
L'occupation des sols de la commune, telle qu'elle ressort de la base de données européenne d’occupation biophysique des sols Corine Land Cover (CLC), est marquée par l'importance des territoires agricoles (61,9 % en 2018), en diminution par rapport à 1990 (63 %). La répartition détaillée en 2018 est la suivante : 
terres arables (60,7 %), forêts (19,7 %), zones urbanisées (18,4 %), prairies (1,2 %). L'évolution de l’occupation des sols de la commune et de ses infrastructures peut être observée sur les différentes représentations cartographiques du territoire : la carte de Cassini (XVIIIe siècle), la carte d'état-major (1820-1866) et les cartes ou photos aériennes de l'IGN pour la période actuelle (1950 à aujourd'hui).

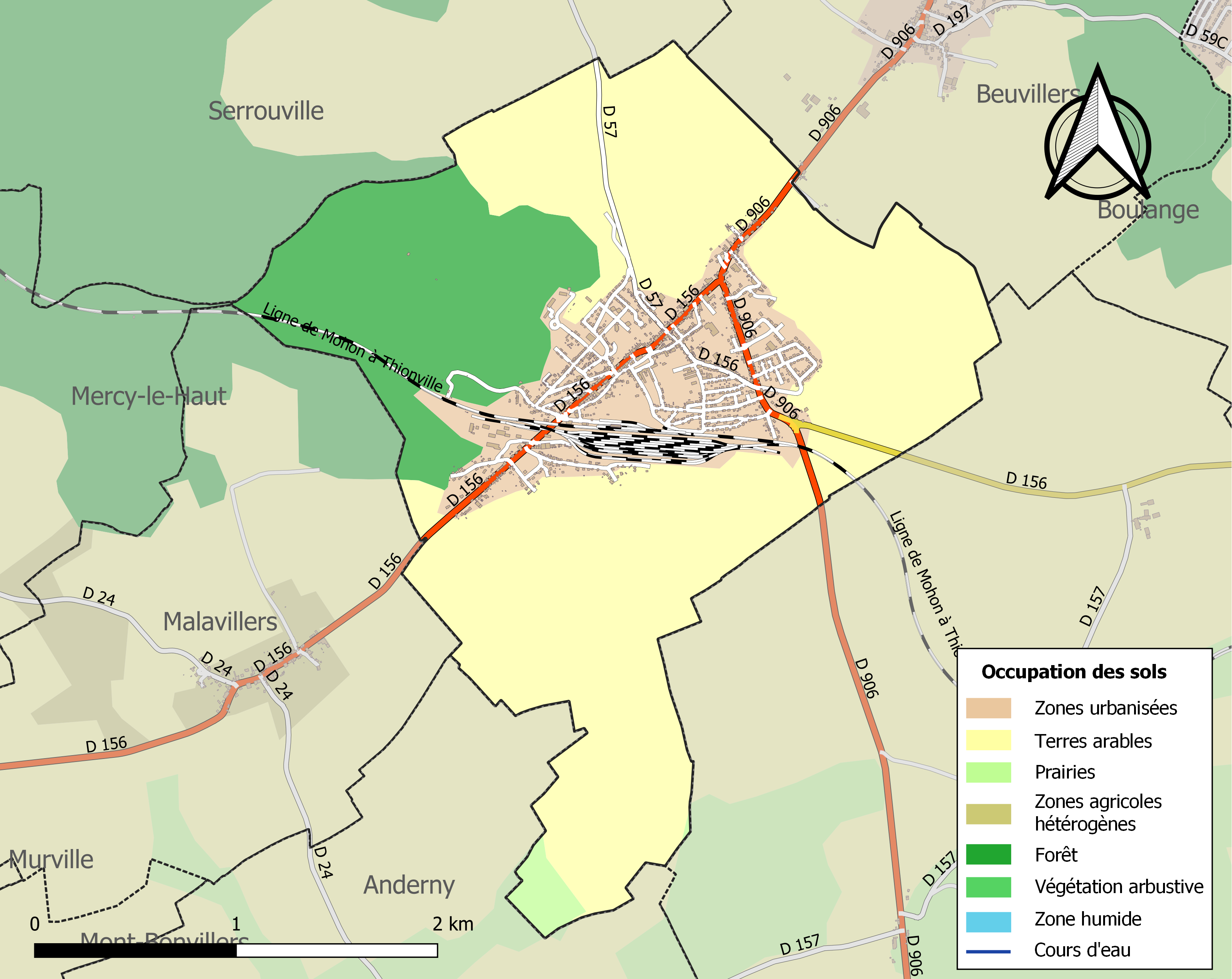
Carte des infrastructures et de l'occupation des sols de la commune en 2018 (CLC).

## Toponymie
Le nom de la localité est attesté sous les formes Awedeux et Awdeux en 1304 (on dit [ôdœ:], VTF 285) ; Audève-le-Romain en 1681; Audeue-le-Romain en 1776.
Il s'agit d'une formation toponymique gallo-romane du type AQUADUCTU « aqueduc » (du latin aquae ductus),, d'où Aw(e)deu[x] > Audeu[e] par évolution phonétique régulière. En revanche, la finale -un en lieu et place d’-eu est du type aberrant et s'explique sans doute par l'attraction des toponymes présentant la finale -dun ou -un.
Le déterminant complémentaire -le-Roman permet de faire la distinction d'avec le village d'Audun-le-Tiche. Il signifie « de langue romane ».
La commune se nomme traditionnellement Audeu en lorrain roman, Welsch-Ot et Welsch-Oth en luxembourgeois, Welsch-Oth en allemand.

## Histoire
- Ancienne paroisse du doyenné de Luxembourg (diocèse de Trèves).
- Village de l'ancienne province des Trois-Évêchés.
- Était en 1790 le chef-lieu d'un des neuf cantons du district de Longwy.
- En 1817, il y avait 344 habitants répartis dans 62 maisons.
- En 1871, Audun-le-Roman s'est trouvé du côté français de la nouvelle frontière franco-allemande incluant une partie de la Lorraine.
- Albert Lebrun a été conseiller général du canton d'Audun-le-Roman, de 1898 à 1932. il devint, en 1906, président du Conseil général de Meurthe-et-Moselle jusqu'en 1932, député, ministre puis président de la République de 1932 à 1940.

### Première Guerre mondiale
Audun-le-Roman a été détruit par les bombardements allemands des 21 et 22 août 1914 ; 400 maisons furent détruites avec des pastilles incendiaires et des torches. Quatorze habitants furent abattus par l'ennemi, 200 s'enfuirent vers Etain, 150 furent évacués vers Crusnes par un officier allemand parlant le français. Raymond Subes y est blessé le 24.
Les principaux combats eurent lieu dans Audun-le-Roman, à la lisière du bois d’Audun, à Anderny, et, en fin de matinée, à Malavillers.

## Politique et administration

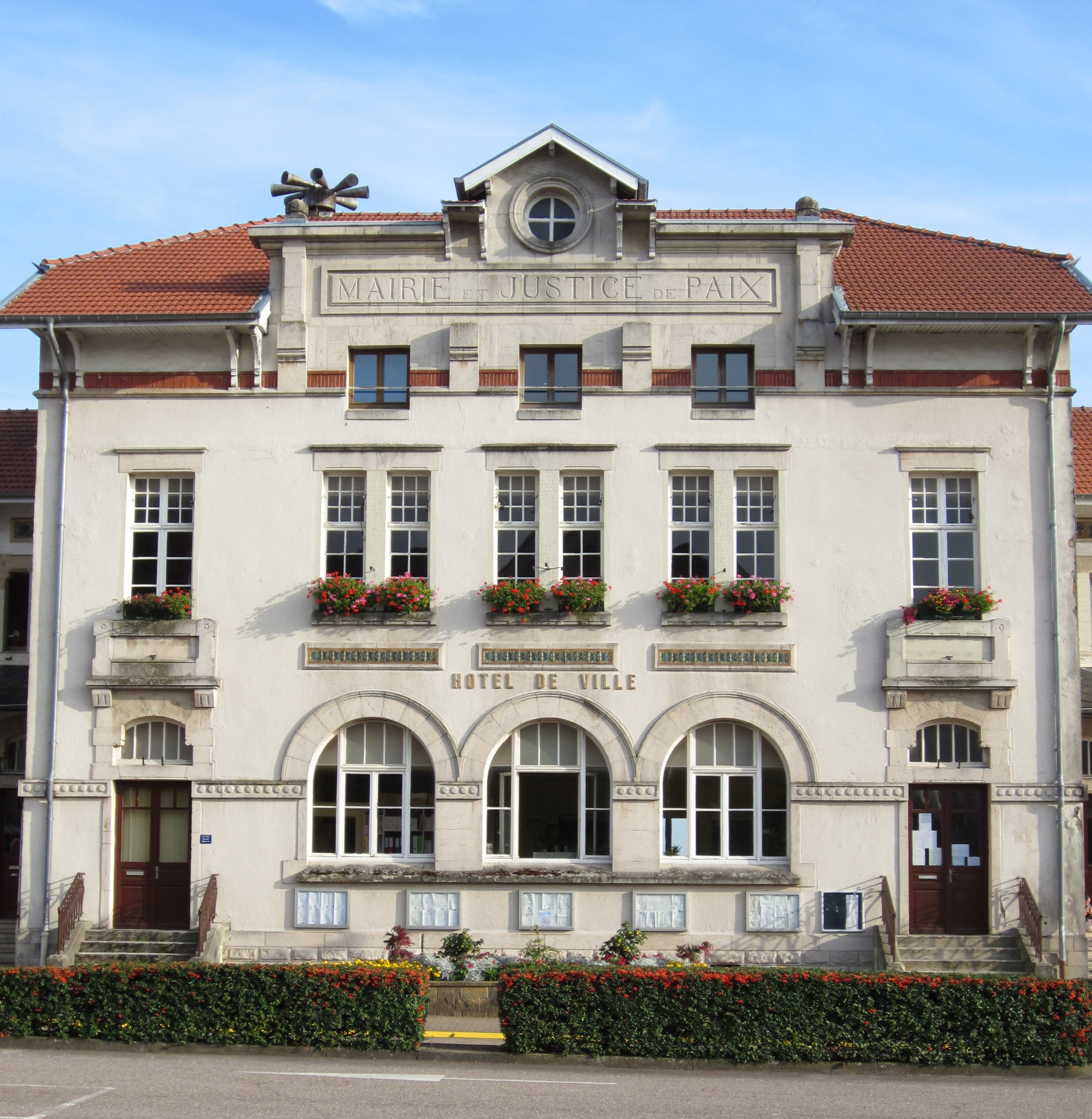
La mairie (ancien tribunal).

| Période                                  | Période   | Identité                                   | Étiquette | Qualité                                                             |
| ---------------------------------------- | --------- | ------------------------------------------ | --------- | ------------------------------------------------------------------- |
| Les données manquantes sont à compléter. |           |                                            |           |                                                                     |
| mars 1977                                | 1997      | Hubert Devèze                              | PCF       | Conseiller général du canton d'Audun-le-Roman (1985-1998)           |
| 1997                                     | mars 2014 | Marc Colin                                 | PCF       | Président de la Communauté de communes du Pays Audunois (2002-2012) |
| mars 2014                                | En cours  | René Thiry, Réélu pour le mandat 2020-2026 | PS        | Ancien employé                                                      |

## Population et société

### Démographie
Les habitants sont nommés les Audunois et les habitantes les Audunoises.
L'évolution du nombre d'habitants est connue à travers les recensements de la population effectués dans la commune depuis 1793. Pour les communes de moins de 10 000 habitants, une enquête de recensement portant sur toute la population est réalisée tous les cinq ans, les populations de référence des années intermédiaires étant quant à elles estimées par interpolation ou extrapolation. Pour la commune, le premier recensement exhaustif entrant dans le cadre du nouveau dispositif a été réalisé en 2007.

En 2022, la commune comptait 2 477 habitants, en évolution de +0,61 % par rapport à 2016 (Meurthe-et-Moselle : −0,13 %, France hors Mayotte : +2,11 %).
| 1793 | 1800 | 1806 | 1821 | 1836 | 1841 | 1861 | 1866 | 1872 |
| ---- | ---- | ---- | ---- | ---- | ---- | ---- | ---- | ---- |
| 274  | 286  | 331  | 357  | 447  | 478  | 458  | 446  | 553  |

| 1876 | 1881 | 1886 | 1891 | 1896 | 1901 | 1906 | 1911 | 1921  |
| ---- | ---- | ---- | ---- | ---- | ---- | ---- | ---- | ----- |
| 651  | 604  | 590  | 561  | 541  | 529  | 721  | 928  | 1 153 |

| 1926  | 1931  | 1936  | 1946  | 1954  | 1962  | 1968  | 1975  | 1982  |
| ----- | ----- | ----- | ----- | ----- | ----- | ----- | ----- | ----- |
| 2 196 | 2 668 | 2 740 | 2 641 | 2 939 | 2 848 | 2 421 | 2 102 | 2 106 |

| 1990  | 1999  | 2006  | 2007  | 2012  | 2017  | 2022  | - | - |
| ----- | ----- | ----- | ----- | ----- | ----- | ----- | - | - |
| 2 121 | 2 059 | 2 358 | 2 403 | 2 432 | 2 462 | 2 477 | - | - |

## Culture locale et patrimoine

### Lieux et monuments

#### Édifices civils
- Ancien tribunal, situé place du Général-de-Gaulle, construction : 2e quart du XXe siècle.
- Mairie, école.
- Aqueduc romain enterré : issu d'un captage à la petite Audun, passe sous la rue Lucien-Michel, alimente le gué et la fontaine sur la place de la mairie. Jusque dans les années 1950, une pompe dans l'étable de la ferme au 36 de la rue Lucien-Michel permettait d'abreuver les animaux  Cet aqueduc semble oublié car je ne trouve aucun document à ce sujet.

#### Édifices religieux

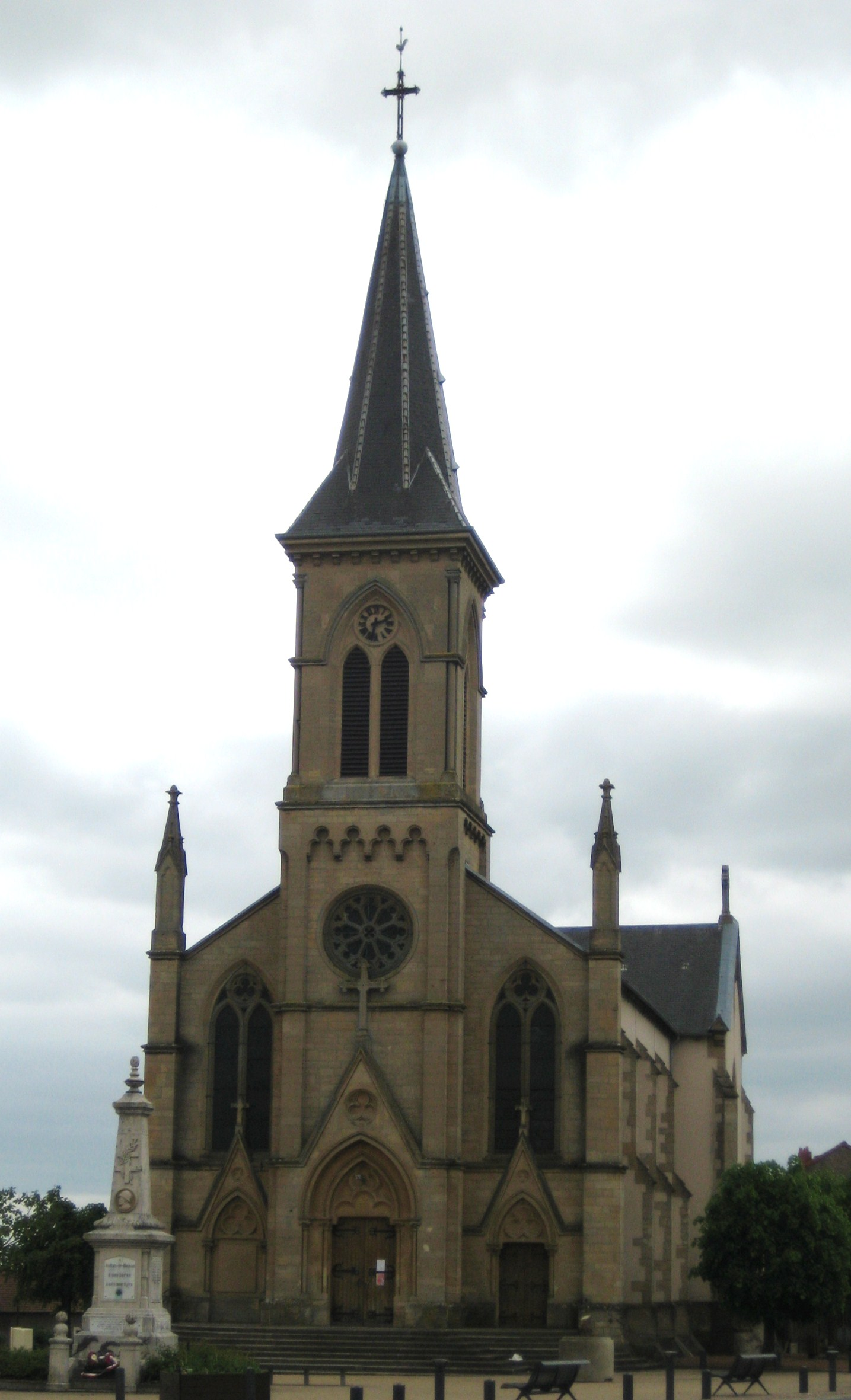
L’église Saint-Donat.

- Église paroissiale Saint-Donat, époque de construction : 2e moitié du XVIIIe siècle. Église reconstruite de 1866 à 1868. Restaurée après la guerre 1914-1918. Inscription de 1751 en remploi concernant la fonte des cloches
- Calvaire situé 17 rue Lucien-Michel. Calvaire daté 1596 ; restauré en 1979, représentant : Christ en croix ; Vierge ; saint Pierre ; sainte Barbe ; symbole professionnel : rabot, tenaille, équerre, crâne.

### Personnalités liées à la commune
- Mgr Claude Feidt, archevêque de Chambéry en 1985.

### Héraldique
| Blason de Audun-le-Roman | Blason  | D'azur à l'aqueduc de deux rangées d'arcades d'or maçonné de sable accompagné de trois clous d'argent. |
| Blason de Audun-le-Roman | Détails | Adopté par la commune le 27 janvier 1981.                                                              |